# Jón Þorláksson
Jón Þorláksson (ur. 3 marca 1877, zm. 20 marca 1935) – islandzki polityk, premier Islandii od 8 lipca 1926 do 28 sierpnia 1927, burmistrz Reykjavíku od 1933 roku, aż do jego śmierci. Pierwszy i jedyny lider Partii Konserwatystów (Íhaldsflokkurinn), który połączył się z Partią Liberałów, aby stworzyć Partię Niepodległościową w 1929 roku.

## Kariera
Jón Þorláksson urodził się jako syn farmera z Vesturhópshólar, w północno-zachodniej części wyspy. Ukończył szkołę z najwyższymi stopniami, później studiował w Kopenhadze. Po ponad dwudziestu latach został Ministrem Finansów, podnosząc wartość islandzkiej waluty tak, jak w tym samym czasie zrobił to Winston Churchill z brytyjskim funtem. Po nagłej śmierci premiera Jóna Magnússona w 1926 roku, Þorláksson został wybrany na jego zastępcę. Po klęsce Partii Konserwatystów stał się liderem opozycji. Ze względu na problemy zdrowotne, w 1934 roku zrezygnował z funkcji lidera Partii Niepodległościowej, a rok później zmarł. 10 sierpnia 1904 wziął ślub z Ingibjörg Claessen (ur. 13 grudnia 1878, zm. 7 sierpnia 1970), z którą wychowywał dwie adoptowane córki: Annę Margrét (ur. 1915) i Elín Kristín (ur. 1920).